# Repêchage d'entrée dans la KHL 2013
2012 2014
Le repêchage d'entrée dans la KHL 2013 est le cinquième repêchage de l'histoire de la Kontinentalnaïa Hokkeïnaïa Liga. Il est présenté le 26 mai 2013 au Palais des sports Droujba.

## Règles
Les équipes ont le droit de protéger cinq joueurs de leurs équipes de jeunes en faisant opposition lorsqu'un autre club le repêche. Au delà de cinq oppositions, une équipe ne plus s'opposer à une sélection adverse.
Un club peut utiliser un choix de repêchage pour sélectionner un de ses propres joueurs.
Les joueurs éligibles ne doivent pas être sous contrat avec un club de VHL, MHL ou KHL.

## Le repêchage

### Premier tour
| Rang | Joueur                 | Position | Nationalité        | Équipe KHL                                    | Repêché de                                    | Joueur protégé |
| ---- | ---------------------- | -------- | ------------------ | --------------------------------------------- | --------------------------------------------- | -------------- |
| 1    | Dmitri Ossipov         | D        | Russie             | Amour Khabarovsk                              | Rous                                          |                |
| 2    | Ievgueni Svetchnikov   | A        | Russie             | Ak Bars Kazan                                 | Ak Bars Kazan                                 |                |
| 3    | Vladislav Kamenev      | A        | Russie             | Metallourg Magnitogorsk                       | Metallourg Magnitogorsk                       |                |
| 4    | Semion Koşelev         | A        | Kazakhstan         | Neftekhimik Nijnekamsk                        | Kazzinc-Torpedo Oust-Kamenogorsk (Kazakhstan) |                |
| 5    | Vladislav Valentsov    | D        | Russie             | SKA Saint-Pétersbourg                         | Neva                                          |                |
| 6    | Aleksandr Protapovitch | C        | Russie             | Metallourg Novokouznetsk →Ak Bars Kazan       | Ak Bars Kazan                                 | 1/5            |
| 7    | Iegor Korchkov         | A        | Russie/ Kazakhstan | Metallourg Novokouznetsk →Lokomotiv Iaroslavl | Lokomotiv Iaroslavl                           | 1/5            |
| 8    | Maksim Lazarev         | A        | Russie             | Metallourg Novokouznetsk →Ak Bars Kazan       | Ak Bars Kazan                                 | 2/5            |
| 9    | Radel Fazleïev         | A        | Russie             | Metallourg Novokouznetsk →Ak Bars Kazan       | Ak Bars Kazan                                 | 3/5            |
| 10   | Mark Marine            | D        | Russie             | Metallourg Novokouznetsk →Ak Bars Kazan       | Ak Bars Kazan                                 | 4/5            |
| 11   | Nikita Iazkov          | A        | Russie             | Metallourg Novokouznetsk                      | Metallourg Novokouznetsk                      |                |
| 12   | Maksim Tretiak         | G        | Russie             | HK CSKA Moscou                                | HK CSKA Moscou                                |                |
| 13   | Edouard Nassyboulline  | D        | Russie             | Ak Bars Kazan                                 | Ak Bars Kazan                                 |                |
| 14   | Artiom Rassoulov       | A        | Russie             | Donbass Donetsk→Ak Bars Kazan                 | Ak Bars Kazan                                 | 5/5            |
| 15   | Roman Khalikov         | D        | Russie/ Kazakhstan | Donbass Donetsk                               | Ak Bars Kazan                                 |                |
| 16   | Alekseï Derzaïev       | D        | Russie             | Ak Bars Kazan                                 | Ak Bars Kazan                                 |                |
| 17   | Semion Bogatchonok     | D        | Russie             | Ak Bars Kazan                                 | Ak Bars Kazan                                 |                |
| 18   | Daniil Vovtchenko      | A        | Russie             | SKA Saint-Pétersbourg→Severstal Tcherepovets  | Severstal Tcherepovets                        | 1/5            |
| 19   | Aleksandr Dergatchiov  | A        | Russie             | SKA Saint-Pétersbourg                         | Neftianik Almetievsk                          |                |
| 20   | Arkhip Nekolenko       | A        | Russie             | HK Spartak Moscou                             | HK Spartak Moscou                             |                |
| 21   | Valentin Razoumniak    | A        | Russie             | Iougra Khanty-Mansiïsk→Salavat Ioulaïev Oufa  | Salavat Ioulaïev Oufa                         | 1/5            |
| 22   | Dmitri Srednev         | A        | Russie             | Iougra Khanty-Mansiïsk                        | Avtomobilist Iekaterinbourg                   |                |
| 23   | Jakub Vrána            | A        | Tchéquie           | Sibir Novossibirsk                            | Linköpings HC (Elitserien)                    |                |
| 24   | Artiom Leontiev        | G        | Russie             | Ak Bars Kazan                                 | Ak Bars Kazan                                 |                |
| 25   | Kasperi Kapanen        | A        | Finlande           | Barys Astana                                  | KalPa (SM-liiga)                              |                |
| 26   | Maksim Letounov        | A        | Russie             | Salavat Ioulaïev Oufa                         | Rous                                          |                |
| 27   | Haralds Egle           | A        | Lettonie           | Lokomotiv Iaroslavl                           | Pirates Jr. de Portland (EJHL)                |                |
| 28   | Artour Boltanov        | A        | Russie             | Metallourg Magnitogorsk                       | Metallourg Magnitogorsk                       |                |
| 29   | Ivan Nikolichine       | D        | Russie             | HK CSKA Moscou                                | HK CSKA Moscou                                |                |
| 30   | Aleksandr Mikoulovitch | D        | Russie             | Traktor Tcheliabinsk                          | Traktor Tcheliabinsk                          |                |
| 31   | Dmitri Sergueïev       | D        | Russie             | Traktor Tcheliabinsk                          | Traktor Tcheliabinsk                          |                |
| 32   | Ilia Dervouk           | D        | Russie             | Avangard Omsk                                 | Avangard Omsk                                 |                |
| 33   | Ilia Goloubev          | G        | Russie             | Ak Bars Kazan                                 | Ak Bars Kazan                                 |                |
| 34   | David Pastrňák         | A        | Tchéquie           | Severstal Tcherepovets                        | Södertälje SK (Allsvenskan)                   |                |
| 35   | Shoma Izumi            | A        | Japon              | Admiral Vladivostok                           | Tomakomai Kogyo (Japon)                       |                |
| 36   | Václav Karabáček       | A        | Tchéquie           | KHL Medveščak                                 | EC Red Bull Salzbourg (Autriche 20 ans)       |                |

### Deuxième tour
| Rang | Joueur                    | Position | Nationalité             | Équipe KHL                                   | Repêché de                          | Joueur protégé |
| ---- | ------------------------- | -------- | ----------------------- | -------------------------------------------- | ----------------------------------- | -------------- |
| 37   | Andreï Dergounov          | A        | Russie                  | Sibir Novossibirsk                           | Sibir Novossibirsk                  |                |
| 38   | Alekseï Sousline          | A        | Russie                  | Amour Khabarovsk                             | Kristall Elektrostal (Pervaïa Liga) |                |
| 39   | Filip Pyrochta            | D        | Tchéquie                | Dinamo Riga                                  | HC Bílí Tygři Liberec (Extraliga)   |                |
| 40   | Iegor Iakovlev            | A        | Russie                  | Avangard Omsk                                | Avangard Omsk                       |                |
| 41   | Brandon Fortunato         | D        | États-Unis              | HK Vitiaz                                    | USNTDP Juniors (USHL)               |                |
| 42   | Aleksandr Menchtchikov    | A        | Russie                  | Metallourg Novokouznetsk                     | Tchelmet Tcheliabinsk               |                |
| 43   | Andreï Beloziorov         | A        | Russie                  | Metallourg Novokouznetsk                     | Tchelmet Tcheliabinsk               |                |
| 44   | Vadim Kliavzo             | D        | Biélorussie             | HK Dinamo Minsk                              | RCOP Raoubitchi                     |                |
| 45   | Andreï Kouzmenko          | A        | Russie                  | HK CSKA Moscou                               | HK CSKA Moscou                      |                |
| 46   | Rostislav Ossipov         | D        | Russie                  | Ak Bars Kazan                                | Ak Bars Kazan                       |                |
| 47   | Pavel Choulepov           | A        | Russie                  | Iougra Khanty-Mansiïsk                       | Avtomobilist Iekaterinbourg         |                |
| 48   | Rasmus Andersson          | D        | Suède                   | HC Lev Prague                                | Malmö Redhawks (Allsvenskan)        |                |
| 49   | Iegor Koulakov            | A        | Russie                  | Torpedo Nijni Novgorod                       | Khimik Voskressensk jr.             |                |
| 50   | Aleksandr Tchirva         | A        | Russie                  | HK Spartak Moscou                            | HK Spartak Moscou                   |                |
| 51   | Pavel Jenyš               | A        | Tchéquie                | Sibir Novossibirsk                           | HC Kometa Brno (Extraliga)          |                |
| 52   | Jack Eichel               | C        | États-Unis              | HK Vitiaz                                    | Terriers de Boston (NCAA)           |                |
| 53   | Kaapo Kähkönen            | G        | Finlande                | Barys Astana                                 | Espoo Blues (SM-liiga)              |                |
| 54   | Dmytro Timashov           | A        | Suède / Ukraine         | Salavat Ioulaïev Oufa                        | Modo Hockey jr.                     |                |
| 55   | Pavel Kraskovski          | A        | Russie                  | Lokomotiv Iaroslavl                          | Lokomotiv Iaroslavl                 |                |
| 56   | Adrián Holešinský         | C        | Slovaquie               | Metallourg Magnitogorsk                      | VIK Västerås HK jr.                 |                |
| 57   | Alekseï Sleptsov          | D        | Russie                  | HK CSKA Moscou                               | HK CSKA Moscou                      |                |
| 58   | Ilia Zinoviev             | A        | Russie                  | Traktor Tcheliabinsk                         | Traktor Tcheliabinsk                |                |
| 59   | Mikko Rantanen            | A        | Finlande                | Neftekhimik Nijnekamsk                       | TPS (SM-liiga)                      |                |
| 60   | William Nylander Altelius | A        | Suède / Canada          | Avangard Omsk                                | Södertälje SK (Allsvenskan)         |                |
| 61   | Aleksandr Gvozdetski      | A        | Russie                  | Ak Bars Kazan                                | Ak Bars Kazan                       |                |
| 62   | Vladislav Kodola          | A        | Biélorussie             | SKA Saint-Pétersbourg→Severstal Tcherepovets | Severstal Tcherepovets              | 2/5            |
| 63   | Nikita Moisseïev          | D        | Russie                  | SKA Saint-Pétersbourg                        | Neva                                |                |
| 64   | Chong Hyun Lee            | A        | Corée du Sud / Finlande | Admiral Vladivostok                          | Sun Duck HS (Corée du Sud)          |                |
| 65   | Jake Virtanen             | A        | Canada                  | KHL Medveščak                                | Hitmen de Calgary (LHOu)            |                |

### Troisième tour
| Rang | Joueur              | Position | Nationalité       | Équipe KHL                                           | Repêché de                          | Joueur protégé |
| ---- | ------------------- | -------- | ----------------- | ---------------------------------------------------- | ----------------------------------- | -------------- |
| 66   | Lukáš Vopelka       | A        | Tchéquie          | SKA Saint-Pétersbourg                                | Örebro HK (Allsvenskan)             |                |
| 67   | Kirill Bokov        | A        | Russie            | Ak Bars Kazan                                        | Ak Bars Kazan                       |                |
| 68   | Christián Jaroš     | D        | Slovaquie         | Dinamo Riga                                          | HC Košice jr.                       |                |
| 69   | Igor Lapchov        | A        | Russie            | HK Spartak Moscou                                    | IFK Arboga (Division 1)             |                |
| 70   | Ilia Kliaouzov      | A        | Russie            | HK Vitiaz                                            | HK Vitiaz                           |                |
| 71   | Alekseï Iatsenko    | D        | Russie            | Metallourg Novokouznetsk→Avangard Omsk               | Avangard Omsk                       | 1/5            |
| 72   | Dmitri Berlet       | D        | Russie            | Metallourg Novokouznetsk→Avtomobilist Iekaterinbourg | Avtomobilist Iekaterinbourg         | 1/5            |
| 73   | Andreï Klimov       | D        | Russie            | Metallourg Novokouznetsk→Avtomobilist Iekaterinbourg | Avtomobilist Iekaterinbourg         | 2/5            |
| 74   | Artour Gart         | A        | Russie            | Metallourg Novokouznetsk                             | Avtomobilist Iekaterinbourg         |                |
| 75   | Vladislav Zakharov  | D        | Russie            | Metallourg Novokouznetsk                             | Avtomobilist Iekaterinbourg         |                |
| 76   | Roman Serafimovitch | A        | Biélorussie       | HK Dinamo Minsk                                      | Rous                                |                |
| 77   | Iegor Oguienko      | D        | Russie            | HK CSKA Moscou                                       | HK CSKA Moscou                      | 1/5            |
| 78   | Maksim Naliotov     | A        | Russie            | Amour Khabarovsk                                     | Kristall Elektrostal (Pervaïa Liga) |                |
| 79   | Ivan Silaïev        | A        | Russie            | Salavat Ioulaïev Oufa→HK CSKA Moscou                 | HK CSKA Moscou                      | 2/5            |
| 80   | Andreï Svetlakov    | A        | Russie            | Salavat Ioulaïev Oufa→HK CSKA Moscou                 | HK CSKA Moscou                      | 3/5            |
| 81   | Maksim Orlov        | D        | Russie            | Salavat Ioulaïev Oufa                                | HK CSKA Moscou                      |                |
| 82   | Artiom Ossipov      | A        | Russie            | Atlant Mytichtchi→HK Vitiaz                          | HK Vitiaz                           | 1/5            |
| 83   | Otto Nieminen       | A        | Finlande          | Atlant Mytichtchi                                    | HC TPS (SM-liiga)                   |                |
| 84   | Karel Vejmelka      | G        | Tchéquie          | HC Lev Prague                                        | SK Horácká Slavia Třebíč (1. liga)  |                |
| 85   | Damir Charipzianov  | D        | Russie            | Neftekhimik Nijnekamsk                               | Neftekhimik Nijnekamsk              |                |
| 86   | Juraj Šiška         | A        | Slovaquie         | HC Slovan Bratislava                                 | HK Nitra (Extraliga)                |                |
| 87   | Nikita Liamkine     | D        | Russie            | Sibir Novossibirsk→Metallourg Novokouznetsk          | Metallourg Novokouznetsk            | 1/5            |
| 88   | Sergueï Boïkov      | D        | Russie            | Sibir Novossibirsk→Metallourg Novokouznetsk          | Metallourg Novokouznetsk            | 2/5            |
| 89   | Aleksandr Kregan    | A        | Russie            | Sibir Novossibirsk→Metallourg Novokouznetsk          | Metallourg Novokouznetsk            | 3/5            |
| 90   | Artiom Chouliov     | D        | Russie            | Sibir Novossibirsk                                   | Khimik Voskressensk jr.             |                |
| 91   | Vladislav Barouline | A        | Russie            | Severstal Tcherepovets                               | Krylia Sovetov                      |                |
| 92   | Dmitrii Grents      | A        | Kazakhstan        | Barys Astana                                         | Torpedo Oust-Kamenogorsk jr.        |                |
| 93   | Bogdan Chleïev      | A        | Russie            | Salavat Ioulaïev Oufa                                | Neftekhimik Nijnekamsk              |                |
| 94   | Iegor Tsvetkov      | D        | Russie            | Lokomotiv Iaroslavl                                  | Lokomotiv Iaroslavl                 |                |
| 95   | Vladislav Antonov   | D        | Russie            | Metallourg Magnitogorsk                              | Metallourg Magnitogorsk jr.         |                |
| 96   | Ievgueni Nazarkine  | D        | Russie            | Traktor Tcheliabinsk                                 | Traktor Tcheliabinsk                |                |
| 97   | Taguir Khafizov     | D        | Russie            | Neftekhimik Nijnekamsk                               | Neftekhimik Nijnekamsk              |                |
| 98   | Emil Johansson      | D        | Suède             | Atlant Mytichtchi                                    | HV71 jr. (J20 SuperElit)            |                |
| 99   | Maksim Koulikov     | A        | Russie            | Avangard Omsk→Traktor Tcheliabinsk                   | Traktor Tcheliabinsk jr.            | 1/5            |
| 100  | Filip Karlsson      | A        | Suède             | Avangard Omsk                                        | Rögle BK jr. (J20 SuperElit)        |                |
| 101  | Kamil Mingazov      | D        | Russie            | Ak Bars Kazan                                        | Ak Bars Kazan                       |                |
| 102  | Juho Lammikko       | A        | Finlande          | Atlant Mytichtchi                                    | Ässät (SM-liiga)                    |                |
| 103  | Maksim Kouteïnikov  | G        | Russie / Finlande | Admiral Vladivostok                                  | EPS jr. (FIN-jr)                    |                |
| 104  | Nino Ondris         | A        | Slovaquie         | KHL Medveščak                                        | HC Dukla Trenčín jr. (Slovaquie jr) |                |

### Quatrième tour
| Rang | Joueur                   | Position | Nationalité        | Équipe KHL                                  | Repêché de                       | Joueur protégé |
| ---- | ------------------------ | -------- | ------------------ | ------------------------------------------- | -------------------------------- | -------------- |
| 105  | Tomáš Havlín             | D        | Tchéquie           | HC Lev Prague                               | HC Bílí Tygři Liberec            |                |
| 106  | Sergueï Bolchakov        | G        | Russie             | Amour Khabarovsk                            | HK Spartak Moscou                |                |
| 107  | Artour Laouta            | A        | États-Unis         | Dinamo Riga→Avangard Omsk                   | Avangard Omsk                    | 2/5            |
| 108  | Viatcheslav Novitski     | G        | Russie             | Dinamo Riga→Avangard Omsk                   | Avangard Omsk                    | 3/5            |
| 109  | Dāvis Zembergs           | A        | Lettonie           | Dinamo Riga                                 | Bandits de Boston (EmJHL)        |                |
| 110  | Kirill Ablaïev           | D        | Russie             | HK Spartak Moscou                           | Vitiaz Tchekhov                  |                |
| 111  | Ievgueni Voronkov        | D        | Russie             | HK CSKA Moscou                              | HK CSKA Moscou                   |                |
| 112  | Viktor Kartachov         | A        | Russie             | Metallourg Novokouznetsk                    | Gazovik Tioumen                  |                |
| 113  | Dmitri Babochine         | A        | Russie             | Torpedo Nijni Novgorod                      | Krylia Sovetov                   |                |
| 114  | Grigori Veremiov         | A        | Biélorussie        | HK Dinamo Minsk                             | RCOP Raoubitchi                  |                |
| 115  | Ulib-Gleb Berezovskyy    | A        | Allemagne Ukraine  | Donbass Donetsk                             | Jungadler Mannheim               |                |
| 116  | Ilia Terioukhine         | A        | Russie             | Neftekhimik Nijnekamsk                      | Lada Togliatti                   |                |
| 117  | Nikita Jouldikov         | D        | Russie             | Iougra Khanty-Mansiïsk→Traktor Tcheliabinsk | Traktor Tcheliabinsk             |                |
| 118  | Semion Afonassievski     | A        | Russie             | Iougra Khanty-Mansiïsk→Traktor Tcheliabinsk | Traktor Tcheliabinsk             |                |
| 119  | Artiom Melikov           | A        | Russie             | Iougra Khanty-Mansiïsk→Traktor Tcheliabinsk | Traktor Tcheliabinsk             |                |
| 120  | Maksim Korinevski        | A        | Russie             | Iougra Khanty-Mansiïsk→Traktor Tcheliabinsk | Traktor Tcheliabinsk             |                |
| 121  | Kirill Peregoudov        | A        | Russie             | Iougra Khanty-Mansiïsk                      | Gazovik Tioumen                  |                |
| 122  | Samuel Ollender          | A        | Tchéquie           | HC Lev Prague                               | HC Vítkovice 18 ans              |                |
| 123  | Maksim Sidorov           | G        | Russie             | Lokomotiv Iaroslavl                         | Lokomotiv Iaroslavl              |                |
| 124  | Patrik Koch              | D        | Slovaquie Tchéquie | HC Slovan Bratislava                        | HC Kometa Brno 18 ans            |                |
| 125  | Adrian Sloboda           | D        | Slovaquie          | Severstal Tcherepovets→HC Slovan Bratislava | HC Slovan Bratislava             | 1/5            |
| 126  | Ivan Jouravliov          | D        | Russie             | Severstal Tcherepovets                      | Krylia Sovetov                   |                |
| 127  | Nikolaj Ehlers           | A        | Danemark           | Avangard Omsk                               | HC Bienne                        |                |
| 128  | Älihan Äsetov            | A        | Kazakhstan         | Barys Astana                                | Kazzinc-Torpedo Oust-Kamenogorsk |                |
| 129  | Stanislav Kandziouba     | D        | Russie             | Salavat Ioulaïev Oufa                       | OHK Dinamo                       |                |
| 130  | Jakob Forsbacka Karlsson | C        | Suède              | Lokomotiv Iaroslavl                         | Linköpings HC (SuperElit)        |                |
| 131  | Vitali Koudine           | A        | Russie             | Metallourg Magnitogorsk                     | Metallourg Magnitogorsk          |                |
| 132  | Dylan Larkin             | A        | États-Unis         | HK Vitiaz                                   | USA HNTDP (USHL)                 |                |
| 133  | Ievgueni Ougrioumov      | G        | Russie             | Traktor Tcheliabinsk                        | Traktor Tcheliabinsk             |                |
| 134  | Iegor Orlov              | D        | Russie             | OHK Dinamo                                  | OHK Dinamo                       |                |
| 135  | Pas de choix effectué    |          |                    | Avangard Omsk                               |                                  |                |
| 136  | Vladislav Ossipov        | A        | Russie             | Ak Bars Kazan                               | Ak Bars Kazan                    |                |
| 137  | Andreas Englund          | D        | Suède              | SKA Saint-Pétersbourg                       | Djurgården Hockey (SuperElit)    |                |
| 138  | Danil Svinuhov           | D        | Kazakhstan         | Admiral Vladivostok                         | Kazzinc-Torpedo Oust-Kamenogorsk |                |
| 139  | Jiri Smejkal             | A        | Tchéquie           | KHL Medveščak                               | HC České Budějovice              |                |

### Cinquième tour
| Rang | Joueur                | Position | Nationalité | Équipe KHL                                     | Repêché de                          | Joueur protégé |
| ---- | --------------------- | -------- | ----------- | ---------------------------------------------- | ----------------------------------- | -------------- |
| 140  | Valeri Tkatchiov      | A        | Russie      | Neftekhimik Nijnekamsk                         | Traktor Tcheliabinsk                |                |
| 141  | Alekseï Simanjenkov   | A        | Russie      | Amour Khabarovsk                               | Khimik Voskressensk                 |                |
| 142  | Anton Ougolnikov      | A        | États-Unis  | Dinamo Riga→Avangard Omsk                      | Avangard Omsk                       | 4/5            |
| 143  | Rodrigo Abols         | A        | Lettonie    | Dinamo Riga                                    | SK Riga                             |                |
| 144  | Nikita Mocharov       | A        | Russie      | Traktor Tcheliabinsk                           | Traktor Tcheliabinsk                |                |
| 145  | Kirill Pilipenko      | A        | Russie      | OHK Dinamo                                     | OHK Dinamo                          |                |
| 146  | Kirill Chtchoutkine   | D        | Russie      | Metallourg Novokouznetsk                       | Metallourg Novokouznetsk            |                |
| 147  | Artiom Semistchastnov | D        | Russie      | Torpedo Nijni Novgorod                         | Krylia Sovetov                      |                |
| 148  | Stepan Falkovski      | D        | Biélorussie | HK Dinamo Minsk                                | HK Iounost Minsk                    |                |
| 149  | Maksim Loujanski      | D        | Russie      | Metallourg Novokouznetsk                       | Molot Prikamie Perm                 |                |
| 150  | Roustem Chamilov      | D        | Russie      | Ak Bars Kazan                                  | Ak Bars Kazan                       |                |
| 151  | Timofeï Menchtchikov  | D        | Russie      | Iougra Khanty-Mansiïsk→Metallourg Magnitogorsk | Metallourg Magnitogorsk             | 1/5            |
| 152  | Nikita Kharkine       | D        | Russie      | Iougra Khanty-Mansiïsk                         | Metallourg Magnitogorsk             |                |
| 153  | Josef Stribrny        | A        | Tchéquie    | HC Lev Prague                                  | HC Litvínov 18 ans                  |                |
| 154  | Sergueï Bronnikov     | G        | Russie      | Neftekhimik Nijnekamsk→Metallourg Magnitogorsk | Metallourg Magnitogorsk             | 2/5            |
| 155  | Aleksandr Trouchkov   | G        | Russie      | Neftekhimik Nijnekamsk→HK Spartak Moscou       | HK Spartak Moscou                   | 1/5            |
| 156  | Ivan Fedotov          | G        | Russie      | Neftekhimik Nijnekamsk                         | Kristall Elektrostal (Pervaïa Liga) |                |
| 157  | Lukas Berak           | A        | Slovaquie   | HC Slovan Bratislava                           | HC Dukla Trenčín                    |                |
| 158  | Kirill Kovalevski     | A        | Russie      | Sibir Novossibirsk→HK CSKA Moscou              | HK CSKA Moscou                      | 4/5            |
| 159  | Mikhaïl Stepanov      | D        | Russie      | Sibir Novossibirsk                             | Khimik Voskressensk                 |                |
| 160  | Danil Chtchiogolev    | D        | Russie      | Severstal Tcherepovets → Avangard Omsk         | Avangard Omsk                       | 5/5            |
| 161  | Gustaf Franzén        | C        | Suède       | Severstal Tcherepovets                         | HV71                                |                |
| 162  | Joel Kiviranta        | A        | Finlande    | Avangard Omsk                                  | Jokerit                             |                |
| 163  | Oskar Lindblom        | A        | Suède       | Lokomotiv Iaroslavl                            | Brynäs IF                           |                |
| 164  | Anton Karlsson        | A        | Suède       | Lokomotiv Iaroslavl                            | Frölunda HC                         |                |
| 165  | Denis Iefimov         | D        | Russie      | Metallourg Magnitogorsk                        | Metallourg Magnitogorsk             |                |
| 166  | Pas de choix effectué |          |             | HK CSKA Moscou                                 |                                     |                |
| 167  | Brayden Point         | C        | Canada      | Traktor Tcheliabinsk                           | Warriors de Moose Jaw (LHOu)        |                |
| 168  | Ivan Igoumnov         | A        | Russie      | OHK Dinamo                                     | OHK Dinamo                          |                |
| 169  | Ivan Rodionov         | D        | Russie      | Avangard Omsk                                  | Avangard Omsk                       |                |
| 170  | Farkhat Minaboutdinov | A        | Russie      | Ak Bars Kazan                                  | Ak Bars Kazan                       |                |
| 171  | Aaron Ekblad          | D        | Canada      | HK Vitiaz                                      | Colts de Barrie (LHO)               |                |
| 172  | Nikita Bajenov        | A        | Russie      | Admiral Vladivostok → Sibir Novossibirsk       | Sibir Novossibirsk                  | 1/5            |
| 173  | Dmitri Anikine        | A        | Russie      | Admiral Vladivostok                            | Molot Prikamie Perm                 |                |
| 174  | Stanislav Skorvanek   | G        | Slovaquie   | KHL Medveščak                                  | MsHK Žilina                         |                |